# Lidija Krylova
Lidija Krylova, född den 12 mars 1951 i Moskva i Ryssland, är en sovjetisk roddare.
Hon tog OS-brons i fyra med styrman i samband med de olympiska roddtävlingarna 1976 i Montréal.